# Tayfun Korkut
Tayfun Korkut (né le 2 avril 1974 à Stuttgart) est un footballeur occupant le poste de milieu de terrain puis un entraîneur turc. Il dispose aussi de la nationalité allemande.

## Carrière

### En club
Né et élevé en Allemagne en tant que fils d'immigrés turcs, Tayfun a commencé sa carrière dans le club allemand de troisième division du Stuttgarter Kickers. En 1995, il s'engage avec le club de Fenerbahçe. Il y reste cinq saisons avant de rejoindre la Real Sociedad. Il fait ainsi partie de l'équipe surprise de la saison 2002-2003 de la Liga, où emmenée par l'entraîneur français Raynald Denoueix, la Real Sociedad passe très près du titre en rivalisant toute la saison avec le Real Madrid CF et ne cédant la première place du classement de la Liga qu'en toute fin de championnat. La suite de sa carrière l'amène à jouer dans les clubs de l'Espanyol de Barcelone, Beşiktaş JK et Gençlerbirliği SK où il arrête sa carrière en 2006. Il devient alors entraîneur dans les équipes de jeunes de la Real Sociedad. Il est en 2009-2010 l'entraîneur de l'équipe des moins de 17 ans du TSG 1899 Hoffenheim. Il entraîne Hanovre 96 de janvier 2014 à avril 2015.

### En équipe nationale
Tayfun a été sélectionné 42 fois en équipe de Turquie de 1995 à 2003, il a participé à l'Euro 96 ainsi qu'à l'Euro 2000. En revanche, il n'est pas sélectionné par Şenol Güneş pour disputer la Coupe du monde 2002, où l'équipe de Turquie termine troisième.